# Санида
Санѝда (на гръцки: Σανίδα) е село в Кипър, окръг Лимасол. Според статистическата служба на Република Кипър през 2001 г. селото има 44 жители.
Намира се на 4 km източно от Келаки.